# Râul Tomaș
Râul Tomaș este un curs de apă, afluent al râului Valea Lungă. Cursul inferior al râului traversează orașul Săcele unde este canalizat.

## Hărți
- Harta Județului Brașov
- Harta Munților Postăvaru  Arhivat în 3 august 2008, la Wayback Machine.